# Beffroi de Lo
Ne doit pas être confondu avec Beffroi de Loos.
Le beffroi de Lo (en néerlandais : Belfort van Lo) est un beffroi situé sur la Grand-Place (Markt) de la ville belge de Lo faisant partie de la commune de Lo-Reninge en province de Flandre-Occidentale.

## Historique
L'ancien hôtel de ville et le beffroi adjacent sont érigés en 1565 et 1566 sous les plans de l'architecte yprois Joos Staesin. Le bâtiment a subi trois restaurations en 1848, 1906 et de 1970 à 1974. L'ancien hôtel de ville est devenu un restaurant.
Depuis 1999, le beffroi est classé  au patrimoine mondial de l'UNESCO au même titre que 32 autres beffrois belges,. 

## Architecture
Le beffroi est réalisé en brique dans un style Renaissance local. Il prolonge la façade de l'ancien hôtel de ville. La tour carrée se compose de six niveaux délimités par des bandeaux de brique. La particularité du bâtiment vient du second niveau qui est ajouré sur trois côtés par l'emploi de deux colonnes toscanes et de pilastres formant ainsi des arcades avec arcs en plein cintre. La tour est surmontée par quatre pignons à gradins caractéristiques de l'architecture flamande. Ces pignons pourvus d'abat-sons possèdent des gargouilles aux angles et entourent une petite flèche intérieure.